# 君主绢蝶
君主绢蝶（学名：Parnassius imperator）也称双珠大绢蝶、康定绢蝶，一种分布于中国西部和印度西北部高海拔地区的鳞翅目昆虫，隶属于凤蝶科绢蝶属。主要以紫堇属植物作为宿主。

## 形态特征

### 成虫
成年君主绢蝶翅展65～80毫米，双翅底色为白色泛绿或淡黄白色，前后翅正面亚外缘均具有锯齿状的半透明带。前翅正面外缘具有较宽的半透明带，中室端和中室内各具1个大形黑斑。后翅正面前缘基部、前缘中部及翅中各有1个黑圈内红心白的三色斑，臀角处还有两外围黑环的大蓝斑。双翅反面基本与正面图案相同，只是后翅基部镶有3～4个红斑。

### 幼虫
4龄老熟幼虫身体黑色，头部黑褐色有光泽，上生黑毛，臭角明显，身体胸腹部密被白毛。